# Allotoca regalis
Allotoca regalis és una espècie de peix de la família dels goodèids i de l'ordre dels ciprinodontiformes.